# Stojko Vranković
Pour les articles homonymes, voir Vranković.
Stojan "Stojko" Vranković, né le 22 janvier 1964 à Drniš en république fédérative socialiste de Yougoslavie (aujourd'hui en Croatie), est un joueur yougoslave puis croate de basket-ball. Il évolue durant sa carrière au poste de pivot.

## Biographie
Vranković noue contact avec le basket-ball grâce à son extraordinaire taille pour un garçon de son âge. Son premier club est le DOSK, principal club de sa vile natale, Drniš. En 1981, et grâce aux gestions de Josko Novac et Bozo Milicevic, il signe au KK Zadar où il participe pour la première fois en un match de Prva Liga, première division yougoslave, en 1981-82.
Vranković évolue dans les équipes jeunes de Yougoslavie, à Katerini lors des Championnats d'Europe cadets 1981, quatre matchs disputés pour un total de 2 points sur la compétition et à Dimitrograd  en 1982 pour les championnats d'Europe juniors, 3 matchs et un total de 8 points. L'année suivante, il n'est pas retenu pour le championnat du monde juniors disputé à Palma de Majorque. L'entraîneur de Zadar Giusseppe Giergia en profite pour faire progresser les jeunes prometteurs de son club, Darkho Pahlic, Drazenko Blazevic et Vranković.
Vranković fait ses réels débuts en tant que professionnel en 1983-84. Malgré un temps de jeu réduit, mais en constante évolution, le joueur est convoqué pour représenter la Yougoslavie aux Jeux des Balkans de 1984. Son rôle au sein de son club se confirme en 1985, quand il devient titulaire d'une équipe qui atteint les demi-finales de la ligue, ce que lui permet de participer avec les plavi, surnom de la sélection yougoslave, au Championnat d'Europe.
En 1986, Vlado Djurovic devient l'entraîneur du KK Zadar, et Vranković atteint son meilleur niveau la saison où le Zadar gagne le titre de champion de Yougoslavie en battant l'équipe favorite, le Cibona Zagreb. La même année, Vranković participe au mondial. Il joue lors des dix rencontres que disputent sa sélection, pour un total de 28 points. 
Considéré comme l'un des meilleurs espoirs européens au poste de pivot, poste dominé en Europe par Arvydas Sabonis, il ne répond pas tout à fait aux attentes, à cause de fautes de concentration et d'un manque d'intensité dans les matchs. Vrankovic, qui est un excellent rebondeur et est très dangereux dans le jeu proche du panier, se spécialise alors comme un pivot défensif, laissant sa position de pivot titulaire dans la sélection yougoslave à Vlade Divac. Lors de sa dernière saison en Yougoslavie, son association avec Arijan Komazec permet à Zadar d'arriver en demi-finale en Coupe Korać.
Après des rumeurs qui l'annoncent au Real Madrid ou chez les Celtics de Boston, Vranković signe avec le club grec de l'Aris Salonique, club avec lequel il dispute le Final Four de la Coupe d’Europe des clubs champions à Saragosse en 1990, défaite contre le FC Barcelone puis le CSP Limoges avec à chaque fois 13 points de Vranković et gagne le championnat grec, en étant consacré comme l'un des meilleurs joueurs de type défensif du continent. Ces qualités sont suffisamment convaincantes pour le voir rejoindre les Celtics de Boston en 1990. Malgré son talent, son immaturité technique et son inadaptation au championnat américain l'empêchent d'avoir un temps de jeu conséquent : il dispute 31 rencontres de saison régulière lors de la première saison, avec des statistiques de 1,9 point, 1,6 rebond en 5,4 minutes puis 19 rencontres en 1991-1992 avec 1,9 point, 1,5 rebond en 5,8 minutes. En 1992 il quitte la ligue américaine pour signer avec le Panathinaïkos, ou il retrouve deux de ses anciens coéquipiers, Komazec et Níkos Gális. Cela lui permet de participer aux Jeux Olympiques de 1992, où il gagne l'argent pour la première participation de la Croatie.
En Grèce, Vranković gagne en stabilité et le Panathinaïkos gagne la Coupe de Grèce lors de sa première saison. En 1996, l'équipe gagne la Coupe d'Europe de clubs contre le FC Barcelone. Il s'avère particulièrement décisif lors de cette finale en contrant le dernier tir à la dernière seconde des catalans après un spectaculaire sprint. Malgré les réclamations des joueurs du FC Barcelone qui dénoncent l'illégalité du contre, le ballon ayant préalablement touché la planche avant le contre de Vranković, l'équipe grecque est finalement déclarée vainqueur et Vranković est le héros des supporters grecs malgré le fait qu'il n'avait réussi aucun point durant le match.
À 32 ans, Vranković tente de nouveau sa chance en NBA. Avec une offre financière qu'aucune équipe européenne ne peut égaler, il rejoint les Timberwolves du Minnesota en 1996, avec une influence plus importante que chez les Celtics, avec 14,5 minutes par match, 53 matchs disputés dont 35 dans le cinq de départ, pour des statistiques de 3,4 points, 3,2 rebonds, 1,3 contre. Lors de la saison suivante, il rejoint les Clippers de Los Angeles, jouant 65 rencontres dont 38 en tant que titulaire, obtenant 3 points, 4 rebonds et 1 contre en 15,3 minutes. Lors la saison 1998-99, saison débutée en retard en raison d'un lock-out, il ne joue plus que deux matchs avec les Clippers, finissant ainsi sa carrière américaine.
En juillet 1999, à 36 ans, les principaux clubs européens se battent pour le signer. C'est finalement le club italien du PAF Bologne qu'il rejoint, gagnant la ligue pour la première fois de l'histoire du club. Lors de la saison 2001-2002, Vranković quitte le basket-ball professionnel après des problèmes avec son dos qui l’empêchent de jouer la moindre partie avec le Cibona Zagreb, sa dernière équipe.

## Clubs successifs
- 1988-1989 :  KK Zadar
- 1989-1990 :  Aris Salonique
- 1990-1992 :  Celtics de Boston
- 1992-1996 :  Panathinaïkos
- 1996-1997 :  Timberwolves du Minnesota
- 1998-1999 :  Clippers de Los Angeles
- 2000-2001 :  PAF Bologne
- 2001-2002 :  Cibona Zagreb (pas de rencontres disputées)

## Palmarès

### Équipe nationale
- Jeux olympiques d'été
  -  Médaille d'argent aux Jeux olympiques de 1992 de Barcelone
  -  Médaille d'argent aux Jeux olympiques de 1988 de Séoul
- Championnat d'Europe
  -  Médaille d'or au Championnat d'Europe 1989
  -  Médaille de bronze au Championnat d'Europe 1987, Championnat d'Europe 1993, Championnat d'Europe 1995

### Club
- Euroligue 1996
- Champion d'Italie 2000
- Coupe de Croatie 2002
- Coupe de Grèce 1990, 1993, 1996